# V571 Возничего
V571 Возничего (лат. V571 Aurigae) — одиночная переменная звезда в созвездии Возничего на расстоянии (вычисленном из значения параллакса) приблизительно 4384 световых лет (около 1344 парсеков) от Солнца. Видимая звёздная величина звезды — от +10m до +9,6m.

## Характеристики
V571 Возничего — красная пульсирующая медленная неправильная переменная звезда (LB) спектрального класса M. Эффективная температура — около 3286 K.